# Principado de Riazán
El Gran Principado de Riazán existió desde 1078, cuando se separó del de Chernígov.

## Antes de la invasión de Batú Kan
En algún momento entre 1097 y 1155, el Principado se convirtió en estado soberano, y de acuerdo con el Código Hipatiano, hasta 1161, el nombre oficial era Principado de Múrom-Riazán (Principado de Múrom). El primer gobernante de Riazán fue, supuestamente Yaroslav Sviatoslávich, príncipe de Chernígov, luego príncipe de Múrom-Riazán. La capital del Gran Ducado era la antigua ciudad de Riazán, aunque la actual ciudad de Riazán está localizada 65 kilómetros al norte de la sede original, hoy conocida como Antigua Riazán (Stáraya Riazán). Al final del siglo XII, el Principado emprendió guerras con el vecino Principado de Vladímir-Súzdal. En el transcurso de éstas, la antigua ciudad de Riazán fue quemada dos veces en un lapso de veinte años, (1186-1208). En 1217 hubo un punto culminante en la historia de la ciudad, cuando durante la guerra civil dentro del Ducado, seis dirigentes del estado fueron asesinados por Gleb Vladímirovich, quien más tarde desertó con los cumanos. Alrededor de este tiempo, el Ducado cayó bajo la influencia de Vladímir-Súzdal, que fue un factor importante en la lucha de la antigua Riazán para reasumir su soberanía. En 1217 Gleb Vladímirovich, con el apoyo de los cumanos, trató de sacar a la ciudad de la influencia de su vecino del norte, el Principado de Vladímir, pero fue derrotado por otro príncipe de Riazán, Ingvar Ígorevich, quien se convirtió en gobernante único del estado. 
En diciembre de 1237, el Ducado se convirtió en el primero de los antiguos estados del Rus de Kiev que sufrió las invasiones mongolas. Casi toda la familia real fue asesinada. La antigua capital fue completamente destruida, y más tarde trasladada a la actual localización. En 1238, algunas fuerzas armadas de Riazán consiguieron unirse al ejército de Vladímir-Súzdal y encontraron a las fuerzas de Batú cerca de Kolomna.

## Período de la Horda de Oro
En 1301, el príncipe Daniel de Moscú tomó Riazán, debido a la traición de los boyardos, y confinó al príncipe Constantino en prisión. En 1305, el hijo de Daniel, el príncipe Yuri de Moscú recibió la orden de matarlo. Los dos siguientes sucesores de Constantino fueron asesinados en la Horda de Oro. En 1380, el príncipe Oleg Ivánovich, como aliado de Mamái, tomó parte en la batalla de Kulikovo.
Durante la mayor parte de su historia, el principado de Riazán estuvo en conflicto con su principado provincial de Pronsk, hasta que más tarde, éste fue completamente anexionado en 1483, durante la regencia de Ana de Riazán.

## Anexión de Riazán
En 1520, el Gran Príncipe Basilio III de Moscú capturó y puso en prisión en Moscú al último Gran Príncipe de Riazán a causa de sus relaciones con el kan de Crimea Mehmed I Giray. En 1521, el príncipe Iván V de Riazán huyó al Gran Ducado de Lituania. Después de esto,  el principado de Riazán se fusionó con el moscovita.

## Lista de príncipes de Riazán
- 1097–1129 Yaroslav Sviatoslávich
- 1129–1143 Sviatoslav Yaroslávich (†. 1145)
- 1143–1145 Rostislav Yaroslávich (†. 1155)
- 1145–1178 Gleb Rostislávich (†. 1178)
- 1178–1207 Román Glébovich (†. ca. 1210)
- 1213–1217 Román Ígorevich (†. 1217)
- 1217–1235 Ingvar Ígorevich (†. 1235)
- 1235–1237 Yuri Ígorevich (†. 1237)
- 1237–1252 Ingvar Íngvarevich (†. 1252)
- 1252–1258 Oleg I de Riazán (1230–1258)
- 1258–1270 Román Olégovich (†. 1270), el Santo
- 1270–1294 Fiódor Románovich (†. 1294)
- 1294–1299 Yaroslav Románovich (†. 1299)
- 1299–1301 Konstantín Románovich (†. 1305)
- 1301–1308 Vasili Konstantínovich (†. 1308)
- 1308–1327 Iván Yaroslávich (†. 1327)
- 1327–1342 Iván II de Riazán (†. 1343)
- 1342–1344 Yaroslav Aleksándrovich (†. 1344)
- 1344–1350 Vasili Aleksándrovich (†. 1350)
- 1350–1402 Oleg II de Riazán (†. 1402)
- 1402–1427 Fiódor Olégovich (†. 1427)
- 1427–1456 Iván III de Riazán (†. 1456)
- 1456–1483 Vasili Ivánovich Tretnóy (†. 1483)
- 1483–1500 Iván IV de Riazán (†. 1500)
- 1500–1521 Iván V de Riazán (1496–1534)